# Chi Wo Lee
Chi Wo Lee –conocido como Daniel Lee– (9 de abril de 1977) es un deportista hongkonés que compitió en triatlón y acuatlón.
Ganó una medalla de plata en los Juegos Asiáticos de 2006. Además, obtuvo una medalla de plata en el Campeonato Mundial de Acuatlón de 2006.

## Palmarés internacional
| Juegos Asiáticos | Juegos Asiáticos | Juegos Asiáticos | Juegos Asiáticos |
| Año              | Lugar            | Medalla          | Prueba           |
| ---------------- | ---------------- | ---------------- | ---------------- |
| 2006             | Doha (Catar)     | Medalla de plata | Individual       |

| Campeonato Mundial | Campeonato Mundial | Campeonato Mundial | Campeonato Mundial |
| Año                | Lugar              | Medalla            | Prueba             |
| ------------------ | ------------------ | ------------------ | ------------------ |
| 2006               | Lausana (Suiza)    | Medalla de plata   | Individual         |